# Marie-Hélène Descamps
Marie-Hélène Descamps (n. 5 iulie 1938, Monts, Centre-Val de Loire, Franța – d. 2 august 2020, Neuilly-sur-Seine, Île-de-France, Franța) a fost o politiciană franceză, membră a Parlamentului European în perioada 1999-2004 din partea Franței. 